# 威爾頓 (緬因州普查規定居民點)
威爾頓（英語：Wilton）是位於美國緬因州富蘭克林縣的一個普查規定居民點。

## 人口
根據2020年美國人口普查的數據，威爾頓的面積為12.92平方千米，當中陸地面積為10.59平方千米，而水域面積為2.33平方千米。當地共有人口2071人，而人口密度為每平方千米160.29人。